# مهندسی ترابری

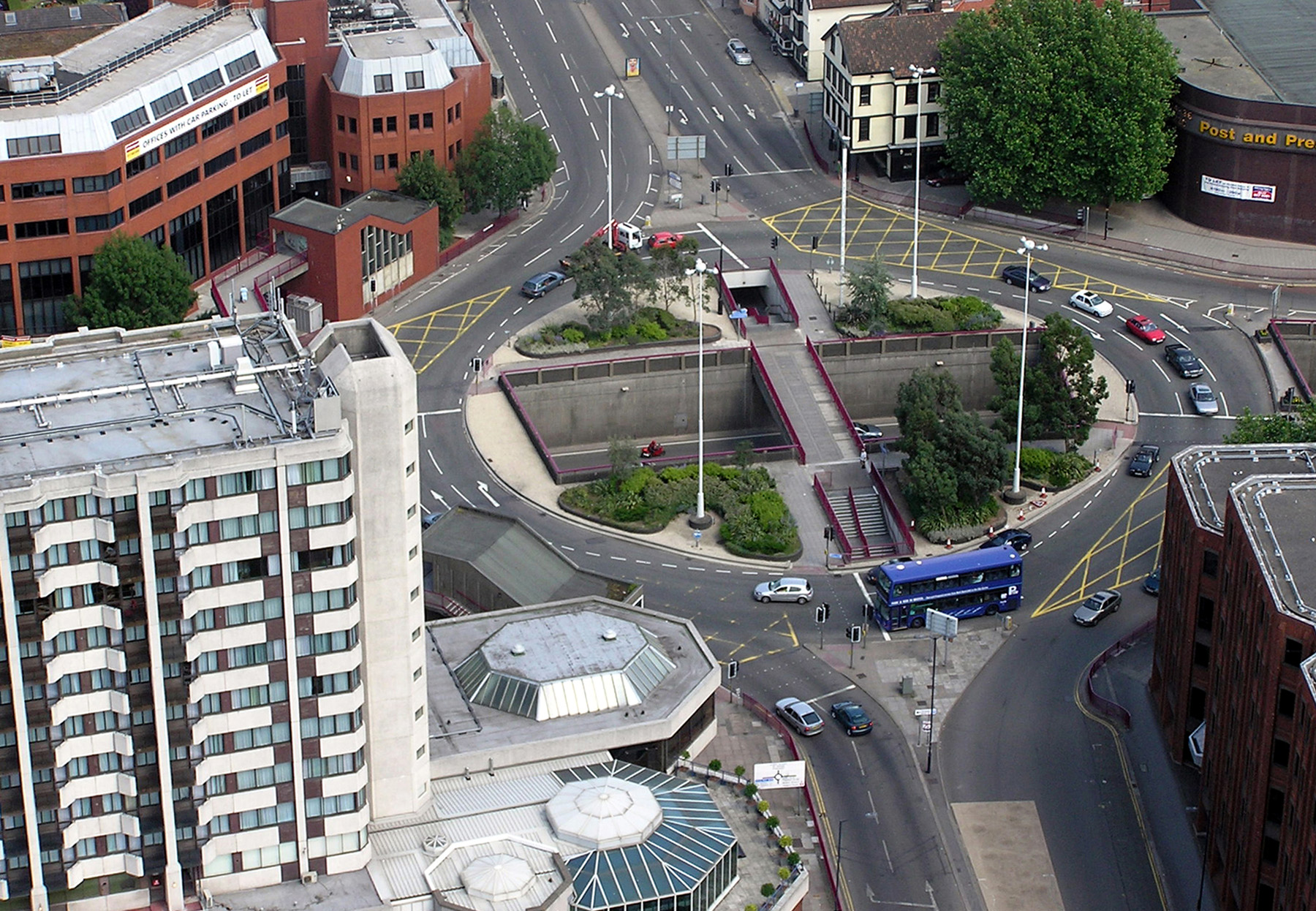
هدف از طراحی این میدان در بریستول، انگلیس، روانسازی جریان ترافیک بوده‌است.

مهندسی ترابری کاربرد فناوری و اصول علمی در برنامه‌ریزی، طراحی عملکردی، بهره‌برداری و مدیریت تسهیلات برای گونه‌های مختلف ترابری برای فراهم کردن حرکت امن، کارآمد، سریع، آسوده، اقتصادی و سازگار با محیط زیست برای انسان و کالا (ترابری) است. این رشته، زیرشاخه‌ای از مهندسی عمران است. اهمیت مهندسی ترابری در حرفهٔ مهندسی عمران را می‌توان با تعداد بخش‌های انجمن مهندسان عمران آمریکا که مستقیماً با ترابری سر و کار دارند، مشاهده کرد. از ۱۸ بخش این انجمن، ۶ بخش آن (شامل هوافضا؛ ترابری هوایی؛ جاده‌ها؛ خطوط لوله؛ راه‌های آبی، بنادر، سواحل و اقیانوس‌ها؛ ترابری شهری) مربوط به ترابری هستند.
جنبه‌های طراحی مهندسی ترابری مربوط به عناصر برنامه‌ریزی شهری هستند و شامل تصمیم‌گیری برای پیش‌بینی فنی و عوامل سیاسی است. پیش‌بینی فنی سفر مسافر معمولاً شامل مدل برنامه‌ریزی ترابری شهری است که نیازمند تخمین میزان تولید سفر، مقصد سفر، انتخاب روش سفر و تعیین مسیر است. در پیش‌بینی‌های پیچیده‌تر می‌توان سایر جنبه‌های تصمیم‌گیری مسافر از جمله مالکیت خودروی شخصی، زنجیره سفر و انتخاب مکان شخصی یا تجاری (پیش‌بینی کاربری زمین) را نیز در نظر گرفت. تمرکز مهندسی ترابری بر سفرهای انسانی است؛ زیرا غالباً این سفرها اوج تقاضا در سیستم ترابری را ایجاد می‌کنند.
مهندسی ترابری اساساً شامل برنامه‌ریزی، طراحی، ساخت، نگهداری و بهره‌برداری تسهیلات ترابری است. این تسهیلات برای استفاده از ترابری هوایی، جاده‌ای، ریلی، خط لوله، آبی و حتی فضایی است. جنبه‌های طراحی مهندسی ترابری شامل محاسبهٔ مقادیر تسهیلات ترابری (مانند تعداد خطوط و ظرفیت تسهیلات)، تعیین مواد و ضخامت روسازی و هندسهٔ مسیر است.
پیش از برنامه‌ریزی باید فهرست منطقه بر پایه اطلاعات موجود تهیه شود یا داده‌های موجود در صورت مناسب بودن به کار روند. این فهرست بر اساس اطلاعات موجود در زمینه جمعیت، کاربری زمین، فعالیت اقتصادی، تسهیلات و خدمات ترابری، الگوهای سفر و میزان آن‌ها، قوانین و آیین‌نامه‌ها، منابع مالی محلی و ارزش‌ها و انتظارات جامعه تهیه می‌شود.
بهره‌برداری و مدیریت شامل مهندسی ترافیک است تا وسایل نقلیه به صورت هموار در جاده حرکت کنند. شیوه‌های قدیمی‌تر شامل علائم و چراغ‌های راهنمایی، خط‌کشی معابر و عوارض جاده‌ای است. شیوه‌های جدیدتر شامل سامانه‌های ترابری هوشمند (که سیستم‌های پیشرفته‌تر اطلاعات سفر مانند تابلوی پیام‌متغیر را در بر می‌گیرد)، سیستم‌های پیشرفتهٔ کنترل ترافیک و زیرساخت یکپارچهٔ وسایل تقلیه می‌شود.

## مهندسی راهسازی
مهندسان این تخصص:
- برنامه‌ریزی، طراحی، ساخت و بهره‌برداری از بزرگراه‌ها، جاده‌ها و سایر تسهیلات مربوط به وسایل نقلیه و قلمروهای دوچرخه‌سواری و پیاده‌روی را انجام می‌دهند.
- نیازهای ترابری عمومی را تخمین می‌زنند و منابع مالی مورد نیاز را تأمین می‌کنند.
- مکان‌های دارای حجم بالای ترافیک و تصادف را تحلیل می‌کنند تا ایمنی و ظرفیت را افزایش دهند.
- از اصول مهندسی عمران برای بهبود سیستم ترابری بهره می‌برند.

## مهندسی راه‌آهن
مهندسان راه‌آهن برنامه‌ریزی، طراحی، ساخت و بهره‌برداری از خطوط راه‌آهن و سامانه‌های حمل و نقل انبوه که از مسیر ثابت استفاده می‌کنند (مانند قطار سبک شهری و مونوریل) را به عهده دارند. وظایف معمول این گروه می‌تواند شامل طراحی قوس‌های افقی و قائم، انتخاب مکان و طراحی ایستگاه‌ها و تخمین هزینه ساخت باشد.

## مهندسی بنادر و سواحل
مهندسان بنادر و سواحل برنامه‌ریزی، طراحی، ساخت و بهره‌برداری از بنادر، سواحل، کانال‌ها و سایر تسهیلات آبی را به عهده دارند. این شاخه با مهندسی دریایی متفاوت است.

## مهندسی فرودگاه
وظیفهٔ مهندسان فرودگاه، طراحی و ساخت فرودگاه‌ها است. مهندسان فرودگاه باید اثرات و نیازهای ناوگان هوایی را در طراحی تسهیلات فرودگاهی در نظر بگیرند. آنان باید جهت باد غالب را برای تعیین راستای باند پرواز به کار برند و ابعاد باند و مناطق ایمن را تعیین کنند.